# Крыговский, Богумил
Богумил Крыговский (пол. Bogumił Krygowski; 20 декабря 1905, Блажова (ныне Жешувский повят, Подкарпатского воеводства, Польши) — 20 сентября 1977, Познань) — польский учёный-геолог, географ, геоморфолог, педагог, профессор (с 1957), доктор наук (1932).

## Биография
Родился в семье скульптора. В 1927—1931 годах обучался в Познанском университете под руководством Станислава Павловского, после окончания которого получил степень магистра философии в области географии. Первые его шаги в науке были связаны с геологическими и геоморфологическими исследованиями Полесья (1930—1939).
В 1931-1937 гг. работал учителем географии в одной из гимназий Познани, одновременно продолжая исследования и готовя докторскую диссертацию.
В 1932 году стал доктором наук. Его диссертация об осадочных глинах в окрестностях Познани была отмечена серебряной медалью.
В 1939 году, накануне Второй мировой войны, много путешествовал. В качестве стипендиата Национального культурного фонда посетил Германию, Данию, Англию, Нидерланды и Швейцарию. Результатом этих поездок стала опубликованная в 1958 году книга «По Западной Европе накануне Второй мировой войны».
Войну провел в Кракове.
Начиная с 1945 до 1976 год его жизнь и научная деятельность была связана с университетом им. Адама Мицкевича в Познани. В 1951-1953 годах он был организатором и первым деканом факультета биологии и наук о Земле. В 1957-1971 годах занимал пост директора Института географии Познанского университета.
Состоял членом Комитета географических наук Польской академии наук. Был сопредседателем комиссии генезиса и литологии при Международном союзе по изучению четвертичного периода (INQUA) и одним из организаторов проведения Конгресса INQUA в Варшаве в 1961 году.

## Научная и педагогическая деятельность
Богумил Крыговский — автор более 280 научных работ в области четвертичного периода, а также в различных областях географии: физико-географических, геологических, седиментологических, геоморфологических, гидрологических и др. Эти работы являются результатом проведенных ученым исследований на протяжении ряда лет: геолого-геоморфологических особенностей в Полесье, Великой Польше, Западной Померании, острова Волин, южного побережья Балтийского моря, в горах Крконоше, Бескиды, Татры и Черного моря.
Среди его научного наследия, в дополнение к изданным трудам, физико-географические карты и пособия по географии.
Под его руководством обучались более 150 кандидатов и 10 докторов наук.

## Награды
- Медаль «10-летие Народной Польши» (1955)
- Кавалерский крест Ордена Возрождения Польши (1956)
- Юбилейная медаль 1000-летия польского государства (1969)
- Офицерский крест Ордена Возрождения Польши (1973) и др.